# Theodoros Pahatouridis
Theodōros Pahatouridīs (in greco Θεόδωρος Παχατουρίδης?; Drama, 4 settembre 1967) è un ex calciatore greco, di ruolo difensore.

## Palmarès

### Club

#### Competizioni nazionali
- Coppa di Grecia: 2

Olympiakos: 1989-1990, 1991-1992